# Dicte (dokumentarfilm)
 For alternative betydninger, se Dicte. (Se også artikler, som begynder med Dicte)
Dicte er en dansk dokumentarfilm fra 2012 instrueret af Jesper Dalgaard.

## Handling
Jesper Dalgaards nære ven, Simon på 23 år, står overfor et vendepunkt i sit liv - han skal være far efter et 'one night stand'. Først er Simon meget i tvivl, men han ender med at få stærke følelser allerede ved det første møde med barnet. Det er en personlig kærlighedshistorie om venskab, rummet imellem ung og voksen og hengivenhed.

## Medvirkende
- Simon Gramstrup Larsen
- Jesper Dalgaard
- Mads Jakobsen
- Louis Steward
- Jens Riis
- Adam Hage-Ali
- Dicte